# Gare de South River
La  gare de South River à South River n'est plus desservie par  l'Ontario Northland (ONR) depuis la fin des circulations de ce train en 2012.